# Cercadilla-Medina Azahara
Cercadilla-Medina Azahara es un barrio de la ciudad de Córdoba (España), perteneciente al distrito Poniente Sur. Está situado en zona norte del distrito. Limita al norte y al noroeste con el barrio de Las Margaritas; al este, con el barrio de Centro Comercial; y al sur, con el barrio de Ciudad Jardín.